# Vehmersalmi

Armoiries de Vehmersalmi

Vehmersalmi est une ancienne municipalité de Finlande. Depuis le 1er janvier 2005, elle a fusionné avec la ville de Kuopio.

## Présentation
L'ancienne commune est située dans la province de Finlande orientale et fait partie de la région de la Savonie du Nord.
La municipalité comptait 2 066 habitants (31.12.2004) et couvrait une superficie de 550,59 km², dont 202,47 km2 d’eau.
La densité de population était de 5,9 habitants par km².
Au début de l'année 2005, la municipalité de Vehmersalmi a rejoint la ville de Kuopio.
Les deux zones urbaines du centre de Vehmersalmi et l'ancien village de vacances de Ritoniemi forment maintenant le quartier de Vehmersalmi de Kuopio.